# Barclay Training Center
Das Barclay Training Center ist ein militärisches Ausbildungszentrum der im Neuaufbau befindlichen Armed Forces of Liberia (AFL), es befindet sich im Stadtteil Capitol Hill der liberianischen Hauptstadt Monrovia und ist nach dem ehemaligen Präsidenten Edwin Barclay benannt.

## Geschichte

### Zweiter Weltkrieg
Das Militärlager wurde während des Zweiten Weltkrieges angelegt und diente zunächst als US-amerikanischer Stützpunkt zur Unterbringung der in der Region Monrovia eingesetzten Pioniereinheiten (Aufgaben: Bau des Freeport Monrovia, des Flughafens Monrovia, Bau von Brücken, Depots, Sendeanlagen, Feldflugplätzen und Straßen im Umland der Hauptstadt). Das nur leicht befestigte Militärlager diente seit den 1950er Jahren der militärischen Grundausbildung von liberianischen Rekruten.

### Liberianischer Bürgerkrieg
Während des Bürgerkrieges wurde im Barclay Training Center zeitweise  ein Flüchtlingslager untergebracht. Am 13. Mai 1996 wurde das Barclay Training Center, zuvor ein Stützpunkt der Regierungstruppen des Präsidenten Charles Taylor, von den Einheiten des Warlords Roosevelt Johnson (ULIMO-J) umstellt. Zu diesem Zeitpunkt arbeitete ein medizinisches Team von Ärzte ohne Grenzen und andere Nichtregierungsorganisationen in dem Lager, in dem sich bereits 15.000 bis 20.000 Menschen geflüchtet hatten. Die hygienischen Verhältnisse waren desaströs und ein Ausbruch von Seuchen stand unmittelbar bevor. Ein zur Aufklärung entsandtes Platoon mit 30 Soldaten der ECOMOG-Friedenstruppen in drei gepanzerte Mannschaftswagen wurde von Johnsons Kämpfern gefangen genommen. Die ULIMO-Fraktion akzeptiert den Waffenstillstandsplan, der für eine Pufferzone um das belagerte Barclay Training Center sorgte.